# Foxes (歌手)
法西絲（英語：Foxes，1989年4月29日—），本名路易莎·蘿絲·艾倫（Louisa Rose Allen）。她是英國歌手和作曲家，最初居於南安普敦 ，現定居在倫敦。她最出名的作品是和 Zedd 合作的歌曲“Clarity”，這首作品曾得到告示牌百强单曲榜第8名和美國熱舞歌曲第1名，并荣获葛萊美獎「最佳舞曲錄音獎」。首张专辑 「光荣 (Glorious)」 ，于 2014 年在英国发布。专辑包括获得前 20 名成绩的单曲 "Youth"，"Let Go for Tonight" 和 "Holding onto Heaven"。第二张专辑 「我所需要 (All I Need)」 包括了单曲 "Body Talk" 和 "Feet Don't Fail Me Now" 将于 2016 年发布。

## 早期的生活
在她的網站，艾倫解釋了她的藝名的由來。艾倫的母親描述了一個"令人難忘而美麗的"夢，夢中的狐狸跑到他們的街道來嚎叫。艾倫曾試著找一個合適的藝名，最後就選擇了"Foxes"這個名字。她發現這個名字很合適，因為它反映了她的音樂，她為第一首歌命名為“Like Foxes Do”，而且她有很多作品都是與動物有關的。艾倫本來想成為美容治療師，並曾在家鄉南安普敦接受訓練，但在她18歲時，她與她的兄弟姊妹搬到倫敦，並進入音樂學院。她在2011年開始以"Foxes"這個藝名在倫敦演出。

## 音樂生涯
艾倫在2011年開始以"Foxes"的藝名在倫敦作現場表演，並在2012年初發行了首張單曲"Youth"，此單曲與其B面作品"Home"更被搭配於美國青春偶像劇"花邊教主"內。同年後期，她與Sam Dixon合作發行了EP "Warrior"，跟隨Marina and the Diamonds作巡迴演出，並發行了第二張單曲"Echo"。
2013年中，艾倫因與Zedd合作的歌曲“ Clarity ”而成名。這首歌於許多國家都有進榜，包括在Billboard Hot 100單曲榜中的第8名。這首歌在澳洲拿到了雙白金唱片，在美國和加拿大拿到白金唱片，在新西蘭為黃金唱片。同年，艾倫也參與了其他歌手的合唱歌曲，包括了收錄在Fall Out Boy專輯"Save Rock and Roll"的歌曲“Just One Yesterday”，Rudimental的單曲"Right Here"，以及收錄在Sub Focus專輯"Torus"的"Until the End"。
艾倫在2013年5月13日推出第3張單曲"Beauty Queen"。她的唱片公司RCA唱片在同年8月21日為她重新發布了她的出道單曲"Youth"。"Youth"成為英國百貨公司品牌Debenhams的廣告主題曲。為配合該公司的大型推廣活動，唱片推出的"Youth"的混音迷你專輯。單曲"Youth"更登上了英國單曲榜第12名。
2014年2月，RCA唱片為艾倫重新錄製歌曲"Let Go for Tonight"並推出成為單曲。這首單曲在英國取得了流行榜的第7位，成為她至今最成功的單曲。同年5月，艾倫推出了單曲"Holding onto Heaven"和首張專輯"Glorious"。她說這張專輯有著"像黑色線條一樣的流行元素貫穿了它。" (having a "dark streak… as well as a pop element that runs through it.")她的首張專輯登上了英國專輯榜第5名。
英國廣播公司在2014年5月宣布艾倫將會在連續劇"超時空博士"第8季友情演出。

## 音樂作品

### 錄音室專輯
- Glorious  （2014）
- All I Need (2016)

### 迷你專輯
- Warrior （2012）

## 演出作品

### 電視
| 年份 | 片名       | 角色                                   | 備註 |
| ---- | ---------- | -------------------------------------- | ---- |
| 2014 | 超時空博士 | 表演皇后乐队的歌曲 "Don't Stop Me Now" |      |